# Acido fluoridrico
L'acido fluoridrico (nome IUPAC: fluoruro di idrogeno) è un acido minerale relativamente debole, gassoso a temperatura ambiente, incolore, molto velenoso; la sua formula chimica è {\displaystyle {\ce {HF}}}. I suoi sali vengono chiamati fluoruri.
Il fluoruro d'idrogeno, {\displaystyle {\ce {HF}}}, è il composto che sta alla base di tutta l'industria dei composti fluorurati e da esso trae origine tutta la vasta gamma dei composti fluorurati organici e inorganici oggi in commercio. È disponibile in forma anidra sotto forma di gas compresso liquefatto oppure sciolto in soluzione acquosa. Il fluoruro di idrogeno anidro è corrosivo, pericoloso, fumante e provoca gravi ustioni per contatto.

## Caratteristiche
Molto solubile in acqua, forma con essa un azeotropo in cui è contenuto in ragione del 38,2%. Tale azeotropo bolle a 112 °C.
È il più debole acido alogenidrico. Questo comportamento è dato dal fatto che ha il raggio atomico molto piccolo: ciò porta ad avere gli elettroni su orbitali molto ravvicinati tra di loro. Per diventare un acido deve (in accordo con la teoria acido-base di Lewis) accettare un doppietto elettronico e trasformarsi in anione {\displaystyle {\ce {F-}}}. Qui entrano in gioco le forze repulsive degli orbitali di valenza {\displaystyle (2s} e {\displaystyle 2p)}, così elevate che {\displaystyle {\ce {F-}}} cede elettroni e riformare l'acido spostando l'equilibrio verso i reagenti.
{\displaystyle {\ce {HF + H2O <=> H3O+ + F-}}}
Inoltre, il legame originato dalla sovrapposizione degli orbitali {\displaystyle 1s} dell'idrogeno con gli orbitali {\displaystyle 2p} del fluoro, avendo dimensioni simili, tenderà ad avere migliore sovrapposizione, rispetto a quella che si origina tra gli orbitali atomici {\displaystyle 3p,\,4p,\,5p} rispettivamente di cloro, bromo e iodio con l'{\displaystyle 1s} dell'idrogeno, e quindi legami più forti. Infatti la lunghezza di legame {\displaystyle {\ce {H-F}}} è pari a 0,917 Å (la più bassa tra gli acidi alogenidrici) e energia di legame pari a 136 kcal/mole (la più alta tra gli acidi alogenidrici).
La sua acidità aumenta notevolmente quando la concentrazione è vicina al 100%. Ciò è dato dall'effetto dell'omoassociazione, in accordo con la reazione:
{\displaystyle {\ce {3 HF -> H2F+ + FHF-}}}
L'elevata elettronegatività del fluoro (è l'elemento più elettronegativo di tutti) rende il legame {\displaystyle {\ce {H-F}}} estremamente polare: unita alle piccole dimensioni degli atomi, consente a due o più molecole di acido fluoridrico puro in fase gassosa di formare degli aggregati {\displaystyle (\mathrm {HF} )_{n}} (con {\displaystyle n} che varia da {\displaystyle 2} a {\displaystyle 6}) in cui le molecole sono tenute insieme da legami a idrogeno. Particolarmente stabile e ben documentato è il dimero {\displaystyle {\ce {H2F2}}}, che tende a formare i sali idrogenodifluoruro.
Tale aggregazione si riflette nel suo punto di ebollizione, estremamente maggiore a quello degli altri acidi alogenidrici (cloridrico, bromidrico, iodidrico); lo stesso fenomeno spiega anche il più elevato punto di ebollizione dell'acqua rispetto a quello dell'acido solfidrico, che a temperatura ambiente è un gas. Allo stato solido e allo stato liquido ha una struttura concatenata e forma angoli di 134°. Si formano dei legami a idrogeno lungo gli assi dei doppietti solitari.

## Storia
- Nel 1771 Scheele dimostra che i gas liberati dalla reazione tra la fluorite e l'acido solforico intaccano il vetro.
- Nel 1780 Meyer e Wenzel sintetizzano una soluzione acquosa di acido fluoridrico usando un'apparecchiatura di metallo.
- Nel 1808 Gay Lussac e Thénard producono acido fluoridrico gassoso puro.
- Nel 1810 Ampère scopre la formula dell'acido fluoridrico.
- Nel 1856 Frémy ricava acido fluoridrico gassoso puro dalla decomposizione termica dell'idrogenodifluoruro di potassio {\displaystyle {\ce {KHF2}}}.
- Nel 2021 tracce di acido fluoridrico sono state rilevate nelle nubi di gas della galassia NGP-190387 distante oltre 12 miliardi di anni luce.[4]

## Sintesi
I primi studi sulla reazione per produrre fluoruro d'idrogeno anidro a livello commerciale sono datati 1764.
Sostanzialmente, sebbene migliorato dal punto di vista progettuale e ingegneristico, il processo è rimasto fino a oggi lo stesso.
L'acido fluoridrico viene ottenuto industrialmente per azione dell'acido solforico sui fluoruri minerali, solitamente fluorite (ma anche criolite e fluorapatite) a una temperatura intorno ai 250 °C:
{\displaystyle {\ce {CaF2 + H2SO4 -> 2 HF + CaSO4}}}
All'impianto si alimenta {\displaystyle {\ce {H2SO4}}}, oleum o {\displaystyle {\ce {SO3}}} (anidride solforica). Si tende a lavorare con eccesso di acido solforico in modo da spingere la reazione verso i prodotti, tuttavia troppo acido produce peci di reazione umide, appiccicose, corrosive e difficili da gestire. A causa delle impurezze inevitabilmente presenti nel materiale di partenza si ha la formazione di sottoprodotti quali l'acido fluorosilicico {\displaystyle {\ce {(H2SiF6)}}} da silice {\displaystyle {\ce {(SiO2)}}}. Composti come l'ossido ferroso {\displaystyle {\ce {(FeO)}}}, l'ossido di magnesio {\displaystyle {\ce {(MgO)}}}, il carbonato di calcio {\displaystyle {\ce {(CaCO3)}}} e materiali organici in generale consumano acido solforico e oleum. I composti del fosforo, arsenico e boro necessitano di attrezzature speciali per essere rimossi mentre la presenza di ioni cloruro aumenta la corrosività dell'{\displaystyle {\ce {HF}}} nei confronti delle apparecchiature.

## Applicazioni
Anche se l'acido fluoridrico era noto già agli inizi del XIX secolo, l'impiego industriale di {\displaystyle {\ce {HF}}} fu limitato all'incisione del vetro e alla produzione di sostanze chimiche come fluoruro di sodio e bifluoruro di sodio. La seconda guerra mondiale ha portato una rivoluzione nel campo delle applicazioni dell'{\displaystyle {\ce {HF}}}: la necessità di catalizzatori di alchilazione per produrre benzine a elevato numero di ottani per i carburanti avio, la nascita dell'industria nucleare che richiede esafluoruro di uranio e la rapida crescita del mercato dei clorofluorocarburi contribuirono a una costante e crescente domanda di fluoruro di idrogeno, in particolare in forma anidra.
Viene impiegato
- Sin dagli anni trenta del Novecento nella sintesi degli alogenuri alchilici, ad esempio i CFC e gli HFC.
- Nella sintesi di monomeri fluorurati come il tetrafluoroetene.
- Nella produzione di alluminio nella sintesi di crioliti sintetiche {\displaystyle {\ce {(Na3AlF6)}}}.
- Nella purificazione del tantalio e del niobio.
- Nella metallurgia del torio e dell'uranio come agente fluorurante nella sintesi di tetrafluoruro di torio {\displaystyle {\ce {(ThF4)}}} e di tetrafluoruro di uranio {\displaystyle {\ce {(UF4)}}}[7].
- Nell'industria nucleare nel processo di arricchimento dell'uranio ovvero nella sintesi di esafluoruro di uranio {\displaystyle {\ce {(UF6)}}}.
- È la materia prima per produrre fluoro {\displaystyle {\ce {(F2)}}} per elettrolisi.
- Data la sua capacità di sciogliere quasi tutti gli ossidi, trova impiego anche per rimuovere tracce di ossidi dalle superfici metalliche (ad esempio la pulizia del silicio nell'industria dei semiconduttori), nella produzione di lampadine smerigliate, nella marcatura di manufatti in vetro e come agente di decapaggio nell'industria siderurgica.
- Nell'industria petrolifera come catalizzatore per le reazioni di alchilazione per la produzione di benzine ad alto numero di ottano o di altri alchilati.
- Come agente di fluorurazione (sfruttando la reazione di metatesi) per la produzione di farmaci.

È uno dei pochi agenti corrosivi capaci di intaccare il vetro. Le soluzioni acquose di questo composto vengono pertanto conservate in contenitori in polietilene o teflon in grado di resistere all'azione estremamente corrosiva di quest'acido.
Viene conservato puro, sotto forma di gas liquefatto a bassa pressione, in bombole realizzate in monel. L'acido fluoridrico anidro si conserva altrettanto bene e viene commercializzato in bombole in acciaio.
Reagisce con il vetro trasformando la silice contenuta in tetrafluoruro di silicio secondo la reazione
{\displaystyle {\ce {SiO2 + 4 HF -> SiF4 + 2 H2O}}}
La reazione, in presenza di una maggiore quantità di acido fluoridrico, può anche portare alla formazione di acido fluorosilicico:
{\displaystyle {\ce {SiO2 + 6 HF -> H2SiF6 + 2 H2O}}}
In soluzione molto diluita, è disponibile come prodotto per rimuovere la ruggine e nella pulizia dei metalli, quali l'ottone.

## Precauzioni
L'acido fluoridrico corrode il vetro e diversi metalli. Per questa ragione viene comunemente conservato in contenitori in plastica (sebbene anche il PTFE sia moderatamente permeabile a esso). L'acido fluoridrico è estremamente tossico sia per inalazione della forma gassosa (IDLH = 30 ppm) sia per contatto con la soluzione acquosa; l'affinità dello ione fluoruro con gli ioni calcio e magnesio danneggia il tessuto osseo e le vie nervose. L'ingestione è spesso mortale. I primi sintomi di avvelenamento possono manifestarsi anche a distanza di 12 ore dal contatto con la sostanza, quando ormai può essere troppo tardi per intervenire, una circostanza che rende questo composto molto pericoloso. Nel 1979 lo scoppio di una bombola di questo gas all'Ausimont di Porto Marghera provocò 3 morti e 15 intossicati.
Le ustioni esterne da acido fluoridrico vengono trattate con creme a base di gluconato di calcio mentre per lesioni interne viene somministrato per via orale sotto forma di aerosol.